# Romuald Séguy
Pour les articles homonymes, voir Séguy.
Pas d'image ? Cliquez ici

a Compétitions nationales et continentales officielles uniquement.

b Matchs officiels uniquement.
Dernière mise à jour le 7 juin 2024.
Romuald Séguy, né le 5 février 1996 à Narbonne, est un joueur français de rugby à XV qui évolue au poste de demi d'ouverture.

## Biographie
Né à Narbonne et originaire de Ginestas, Romuald Séguy est formé au sein de l'école de rugby à XV de GAOBS depuis l'âge d'environ huit à neuf ans jusqu'en catégorie minimes. Il continue son parcours à l'école de rugby du RC Narbonne pendant trois saisons,.
En 2013, il intègre l'équipe espoir de l'USA Perpignan. Séguy dispute ensuite ses premières rencontres avec le groupe professionnel lors de la saison 2014-2015, en Pro D2. En 2016, il porte le maillot de l'équipe de France avec les moins de 20 ans, prenant part au Tournoi des Six Nations et au championnat du monde. En parallèle, évoluant toujours avec les espoirs catalans, il est sacré champion de France espoirs en 2017, avant de cumuler les feuilles de match la saison suivante. L'année suivante, alors que l'USAP évolue en Top 14 et que Séguy n'a quasiment eu aucun de temps de jeu à l'automne, il est prêté pour le reste de la saison au Stade montois évoluant en Pro D2.
De retour de prêt, il quitte le club et fait son retour en Pro D2, s'engageant avec l'US Carcassonne pour deux saisons.
En 2021, il rejoint le club de Colomiers Rugby.
Non prolongé en 2023, il est contacté par plusieurs clubs, notamment Soyaux Angoulême XV et l'Union sportive dacquoise ; il s'engage finalement avec le club landais, tout juste promu en Pro D2,. Il rejoint ainsi le manager Jean-Frédéric Dubois, qu'il a rencontré lors de son passage à l'US Carcassonne, ainsi que son ami d'enfance Brice Ferrer, tous deux ayant grandi à Ginestas. Séguy fait rapidement partie des cadres de l'équipe menant l'équipe jusqu'en phase finale pour cette première saison. En cours de saison 2024-2025, malgré de premières sollicitions extérieures provenant entre autres du CA Brive, son contrat est prolongé pour trois années supplémentaires.

## Palmarès
- Championnat de France de 2e division :
  - Champion : 2018 avec l'USA Perpignan[note 2]
- Championnat de France espoirs :
  - Champion : 2017 avec l'USA Perpignan